# 佐藤肖嗣
佐藤 肖嗣（さとう たかし、1968年11月27日 - ）は、長崎国際テレビ (NIB) のアナウンサー。
熊本県熊本市出身。既婚者で、娘がいる。

## 担当番組
- NIBニュース[4]
- ニュースプラス1ながさき[4]
- NNNニュースダッシュ ローカルパート[4]
- NIBニューススポット[4]
- NIB天気予報[4]
- ZONE Be[4]
- サッカー中継 - 実況担当[4]
- ひるじげドン[5]
- NNN Newsリアルタイム ローカルパート
- news every. ローカルパート[6]
- ALL! V・ファーレン[7]